# سوق الأحد (عزلة الحيث)

تعديل مصدري - تعديل

سوق الأحد محلة تابعة لقرية عرهان، التابعة لعزلة الحيث بمديرية بعدان إحدى مديريات محافظة إب في الجمهورية اليمنية، بلغ تعداد سكانها 138 حسب تعداد اليمن لعام 2004.